# Benedikt Beck

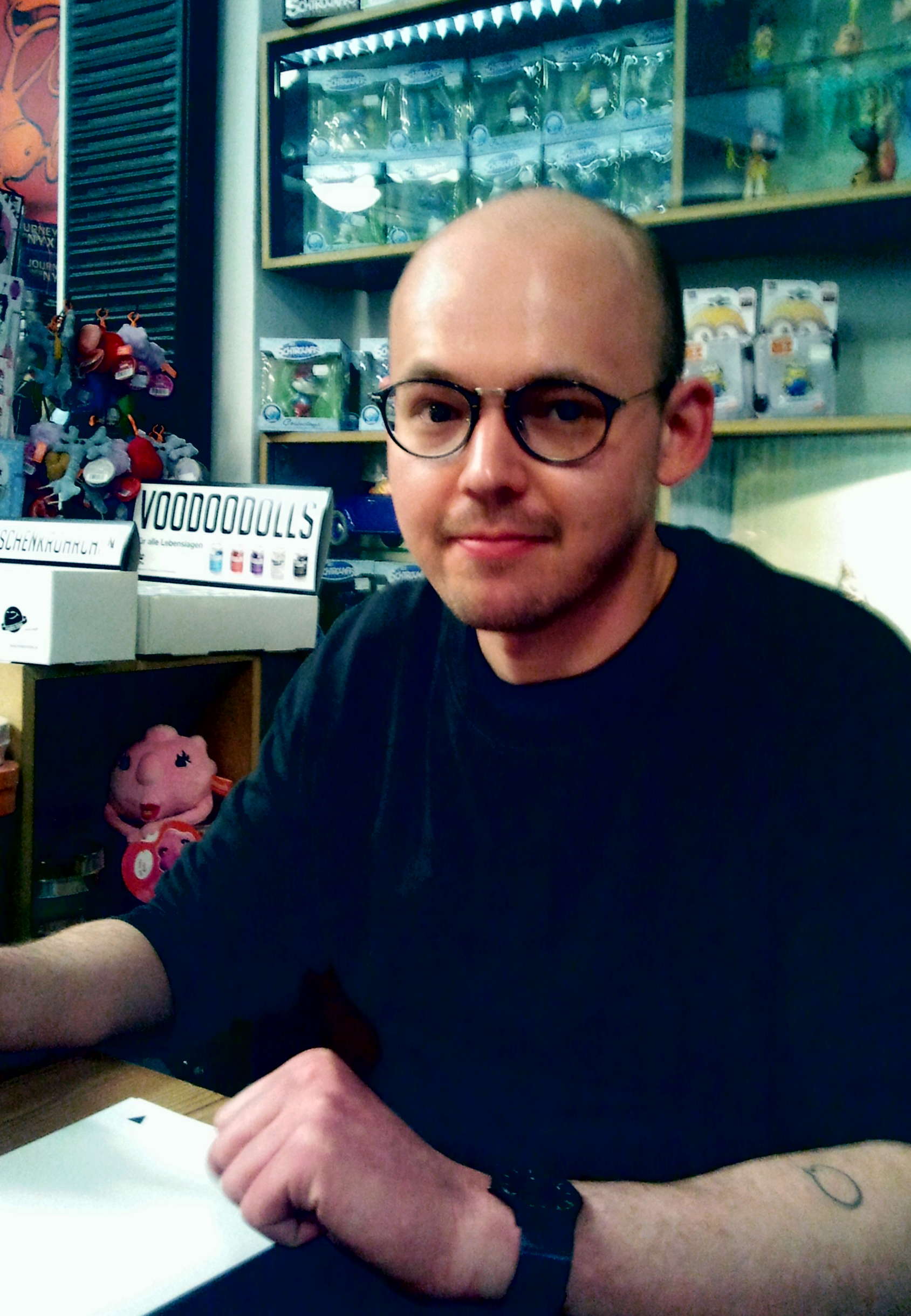
Benedikt Beck bei einer Signierveranstaltung in Nürnberg (2014)

Benedikt Beck (* 1985) ist ein deutscher Illustrator, Cartoonist und Comicautor. Neben Comic-Publikationen wie dem autobiografischen Normen Minus und der Coming-of-Age-Geschichte S.F.E.K.M.D. – Später fragt eh keiner mehr danach trat Beck vor allem als Gestalter von Brettspielen hervor.
Beck legte sein Fachabitur im Bereich Gestaltung ab und veröffentlichte noch während seiner Schulzeit mehrere Comicbände im Oberhausener Independent-Verlag Fake Press und Cartoons in der Süddeutschen Zeitung. An der Georg-Simon-Ohm-Hochschule in Nürnberg absolvierte er sein Mediendesign-Studium. Mit Normen Minus, einem Comic über die Verarbeitung einer Trennung, schloss er 2010 sein Studium ab. Abgesehen von einer kurzen Tätigkeit als Grafiker in einer Werbeagentur arbeitete Beck seitdem als freischaffender Illustrator.
In Kooperation mit dem Kinderbuchautor Christian Gailus entstand die dreiteilige Buchreihe Ghostfighter & Co., die 2015 bis 2016 im Arena Verlag erschien. Für Michael Petrowitz' Kinderbuchserie Das wilde Uff (Ravensburger Verlag, 2017–2018) steuerte Beck ebenfalls Illustrationen bei.
Stilistisch fühlt sich Benedikt Beck vor allem von den US-amerikanischen Zeichentrickserien Cow & Chicken und Ren & Stimpy beeinflusst. Die „Vermischung von traurigen und düsteren Themen mit Humor“ ist nach eigener Aussage eine Haupteigenschaft seiner Comics.

## Werke

### Comics
- Normen Minus (Eigenverlag, 2010/2011)
- Lollipop (Eigenverlag, 2012)
- S.F.E.K.M.D. – Später fragt eh keiner mehr danach (Ultra Comix, 2014)
- Ghostfighter & Co. (mit Autor Christian Gailus)
  - Das Geheimnis von Gorrum (Arena Verlag, 2015)
  - Besuch aus dem Jenseits (Arena Verlag, 2015)
  - Der Fluch des 13. Stocks (Arena Verlag, 2016)
- Das wilde Uff (mit Autor Michael Petrowitz)
  - Das wilde Uff sucht ein Zuhause (Ravensburger Verlag, 2017)
  - Das wilde Uff fährt in den Urlaub (Ravensburger Verlag, 2017)
  - Das wilde Uff jagt einen Schatz (Ravensburger Verlag, 2017)
  - Das wilde Uff braucht einen Freund (Ravensburger Verlag, 2018)

### Gesellschaftsspiele
- Hand aufs Herz von Julien Sentis (Zoch Verlag, 2012)
- Schnapp's von Carlo A. Rossi (Zoch Verlag, 2012)
- Jackal & High von Andreas Schmidt (Zoch Verlag, 2012)
- Sauschwer von Andrea Meyer und Martin Schlegel (Zoch Verlag, 2013)
- Auf Teufel komm raus von Tanja und Sara Engel (Zoch Verlag, 2013)
- Leg Los! von Carlo A. Rossi (Zoch Verlag, 2014)
- Ungeziffer von Kristin Mückel (Haba Verlag, 2018)